# 中華民国総統
中華民国総統（ちゅうかみんこくそうとう、台: 中華民國總統、英: President of the Republic of China）は、中華民国の元首。1948年に国民政府委員会主席の職務を継承する形で創設された。

## 概要
中華民国憲法の定めるところにより、中華民国総統は、中華民国を外国に対して代表し、条約の締結及び宣戦と講和の権限を行使することができ、国内に対しては、法律を公布し、命令を発し、戒厳を宣布し、大赦、特赦、減刑、復権の権限を行使し、文武官を任免し、栄典を授与することができる。また、三軍の統帥者であり、全国の陸海空軍を統率する。
中華民国憲法増修条文の定めるところによれば、中華民国総統は、行政院会議の決議により緊急命令を発することができ、立法院が行政院長の不信任案を可決した場合は、立法院長への諮問の上、立法院の解散を宣言することができる。また、中華民国総統の権限行使に必要な幕僚機関として総統府、諮問機関として国家安全会議を設置している。
中華民国総統は、中華民国自由地区（台湾地区）の人民による直接選挙によって選出される。任期は4年で、再選は1度に限り可能である。制定当初の中華民国憲法の定めるところによれば、中華民国総統は国民大会による間接選挙での選出であり、任期は6年で、再選は1度に限り可能であると定められていた。その後、1992年の憲法第2次増修で現在の制度に変更された。この制度は1996年総統選挙から実施され、これまでに8回の総統の直接選挙が実施されており、直近の選挙は2024年1月13日に行われた。
現職の中華民国総統は、2024年5月20日に就任した頼清徳である。

## 名称
中華民国の元首は当初、中華民国大総統だったが、1928年の国民政府による中国統一後に中華民国国民政府主席となり、1947年の中華民国憲法施行により国民政府が中華民国政府に改組されて以降は中華民国総統となっている。
中国語において総統とは日本語の大統領と同義の言葉だが、日本では漢字のまま総統とし台湾総統と呼ぶことが多い。中華民国が日本と国交を有していた時代の日本語の外交文書では、中華民国大統領も見られた。中華人民共和国では1949年の成立以降、一つの中国原則に基づき台湾の中華民国政府を認めていないため、台湾地区領導人（台湾地区の指導者）や台湾当局領導人（台湾当局の指導者）という表現を使う事が多い。

## 沿革

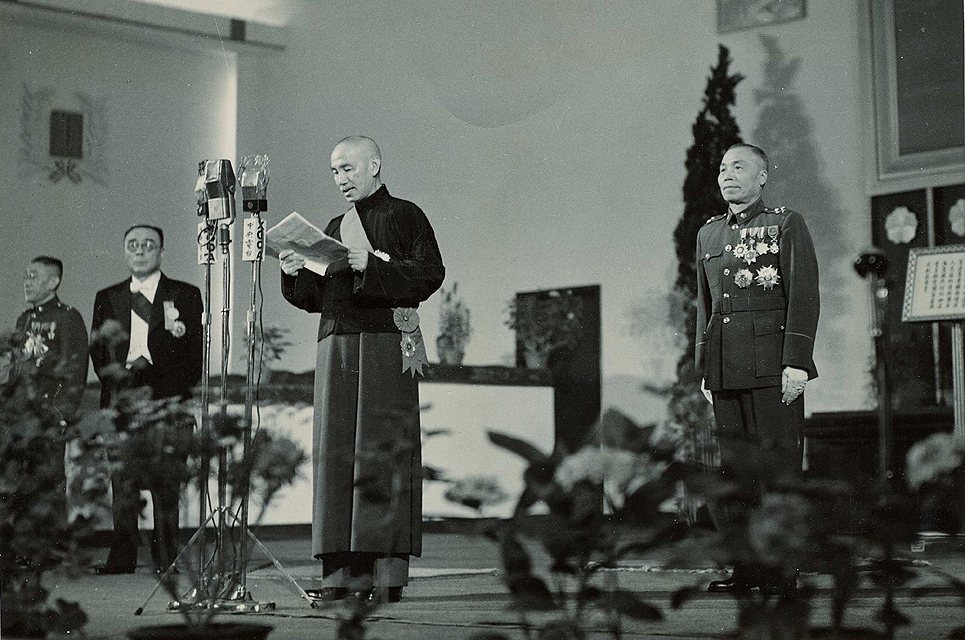
南京で中華民国初代総統に就任した蔣介石（中央）、右は副総統の李宗仁（1948年5月20日）

1947年（民国36年）12月25日、中国共産党との内戦（第二次国共内戦）中だった中華民国は1946年（民国36年）の制憲国民大会で制定された中華民国憲法（以下、別段の注記等のない限り単に「憲法」という）を正式に施行し、国民政府は憲法の定めるところにより、中華民国政府に改編され、中華民国総統が国民政府委員会主席（通称「国民政府主席」）に代わって中華民国の国家元首となり、同時に、予備の元首として中華民国副総統が創設され、総統と副総統が権限を行使するために必要な機関として、中華民国総統府（以下「総統府」という）が設置された。
1948年4月、憲法の定めるところにより、国民大会で初代総統及び副総統選挙が行われ（総統及び副総統選挙は別々に実施）、当時の国民政府主席で、中国国民党（以下「国民党」という）所属の蔣介石が総統に当選した（副総統は同党所属の李宗仁）。1948年5月20日、蔣介石は中華民国の初代総統に就任した。
1948年4月、第1期国民大会第1回会議が南京の国民大会堂で召集され、総統の権限を拡大し、規定の有効期間を2年半とする動員戡乱時期臨時条款（以下「臨時条款」という）が採択された。
1949年12月、国共内戦が中華民国政府にとって不利な情勢に転じつつあったため、行政院は緊急会議を開き、中央政府を台北に遷すことを決定した。1954年2月、第1期国民大会第2回会議が台北で召集され、3月11日、第2回会議第7回大会で、国民大会代表（以下「国大代表」という）らは臨時条款の効力を維持することを全会一致で決議した。これ以降、国民大会は憲法上の総統再選制限の凍結や、総統に動員戡乱機構の設立権限を附与することなどを盛り込んだ臨時条款の改訂を4回行った。
1989年7月、国民大会は5回目となる臨時条款の改訂を決定した。しかし、この改訂内容は国民大会の権限を更に拡大させるものであったがために、立法院や民間の世論に不満を抱かせるものであった。1990年3月、国立台湾大学などの学生らが野百合学生運動を起こし、「臨時条款の廃止」や「国是会議の召集」などの要求を掲げた。
1990年5月、第8代総統就任直後の李登輝（国民党所属）は就任記者会見で「国是会議を召集し、1年以内に動員戡乱時期を終了させ、臨時条款を廃止して正常な憲政体制に戻す」とした民主化プロセスを公表し、1991年4月、第1期国民大会第2回臨時会議が台北で召集され、臨時条款の廃止提案が可決、李が国民大会の表決結果に基づいて1991年5月1日に臨時条款を正式に廃止したことで、動員戡乱時期は終結した。
臨時条款の廃止以外にも、李登輝は総統在任中に本来の憲法構造を変えないとする原則の下、一部の憲法の条文の改正や凍結を行う中華民国憲法増修条文（以下「憲法増修条文」という）の制定を主導した。1991年の第1期国民大会第2回臨時会議で初の憲法改正が行われて以来、7回の憲法改正が行われた。一連の憲法改正によって総統選挙と副総統選挙は別々の選挙から統一され、選挙方法は国大代表による間接選挙から人民による直接選挙に変更されたほか、任期は元来の1期6年（最長2期12年、3選禁止）から1期4年（最長2期8年、3選禁止）に変更された。また、臨時条款で総統に与えられていた緊急命令を発令する権限については、立法院の事後承認を要するという条件付きで引き続き認められたほか、立法院の同意を経ずに行政院長を任命することも認められた。
1996年、李登輝は同党所属の連戦をパートナーである副総統候補として、第9期総統選挙において、民主進歩党（以下「民進党」）所属の彭明敏（副総統候補は同党所属の謝長廷）、国民党を離党して出馬した林洋港（副総統候補は無所属の郝柏村）、陳履安（副総統候補は王清峰）を破り、初の全民直接選挙による総統に当選した。
2000年に行われた第10期総統選挙では、民進党の陳水扁（副総統候補は同党の呂秀蓮）が、国民党の連戦（副総統候補は同党の蕭万長）、国民党を離党して出馬した前台湾省長の宋楚瑜（副総統候補は無所属の張昭雄）、新党の李敖（副総統候補は同党の馮滬祥）、民進党を離党して出馬した許信良（副総統候補は新党の朱恵良）を破って総統に当選、1948年以来の国民党による長期政権が終わり、中華民国の憲法施行以来初の政権交代が実現した。その後、2008年総統選挙で国民党の馬英九、2016年総統選挙で民進党の蔡英文が総統に当選し、政権交代を果たしている。2024年総統選挙では民進党の頼清徳が当選し、間接選挙から直接選挙へ移行した1996年以降で初めて同じ政党が3期連続で政権を担うこととなった。
中華民国では憲法施行以後、これまでに3回の政権交代が行われている。

## 職位の更迭

### 選挙
憲法、憲法増修条文及び総統副総統選挙罷免法の定めるところにより、中華民国総統は、中華民国自由地区を選挙区として、満20歳に達し、後見宣告を受けておらず、中華民国自由地区に6か月以上継続して現在居住している、或いはかつて居住していた自由地区の人民による普通、平等、直接及び秘密投票の選挙によって選出される。中華民国の国籍に戻った者や帰化によって国籍を取得した者を除き、戸籍の作成から15年以上経過し、且つ、満40歳に達した者は、中華民国総統の候補者として登録することができる。選挙参加の登録を行う場合は、総統候補者は副総統候補者と連名で登録し、且つ、政党が推薦し、又は連署者が連署する。
中華民国総統選挙の管轄機関は中央選挙委員会（略称「中選会」）であり、総統候補者の選挙活動期間は28日間である。中華民国総統選挙は相対的多数決であり、候補者の中で最も多くの票を獲得した候補者の1組が当選し、同数の場合は投票日から30日以内に再選挙が行われる。1組しか候補者が登録されていない場合（即ち「等額選挙」）は、選挙人総数の20％以上の得票を以て当選し、獲得できなければ投票日から3か月以内に再選挙が行われる。
直近の中華民国総統選挙は2024年1月13日に行われ、前総統の蔡英文の路線を継承することを強調した頼清徳が勝利した。

### 就任

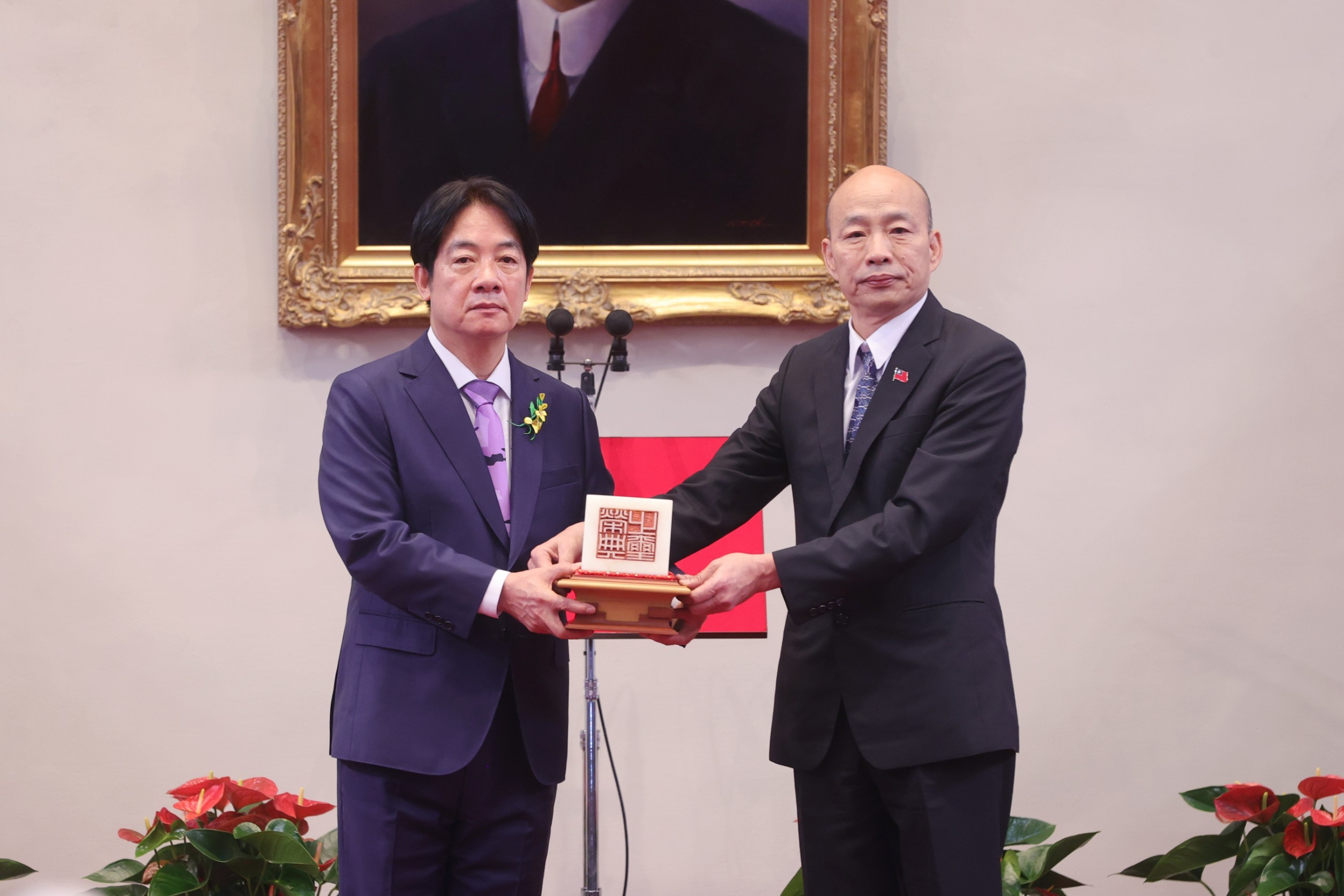
第16期中華民国総統に就任する際、立法院長の韓国瑜から栄典の璽を受け取る頼清徳（左）

憲法第48条の定めるところにより、中華民国総統は就任に際し、以下の就任宣誓を行う。
| 「 | 余は謹んで至誠を以て全国人民に対し宣誓する。余は必ず憲法を遵守し、職務を忠実に行い、人民の福利を増進し、国家を防衛して国民の付託に決して背かない。もし誓言に相違することがあれば、国家の最も厳しい制裁を甘んじて受けるものである。ここに謹んで誓う。 余謹以至誠，向全國人民宣誓，余必遵守憲法，盡忠職務，增進人民福利，保衛國家，無負國民付託。如違誓言，願受國家嚴厲之制裁。謹誓。 | 」 |

この後、立法院長が印信条例の定めるところにより、中華民国の国璽と栄典の璽を授与し、国家権力の象徴と政権の承継を示す。
直近の中華民国総統就任式典は2024年5月20日に行われた。

### 罷免と弾劾
中華民国総統は、自らの辞任のみならず、罷免又は弾劾の2種によって解任されることがある。
憲法増修条文及び総統副総統選挙罷免法の定めるところにより、中華民国総統の罷免案には、全立法院の4分の1以上の立法委員による提議と、3分の2以上の立法委員の同意での提出による成立を必要とする。立法院は、罷免案の宣言成立から10日以内に、罷免理由書と罷免された者の弁明書を添えて、罷免案を中央選挙委員会に移送し、委員会は立法院が移送した罷免理由書と弁明書の受領翌日から20日以内に公告し、60日以内に国民投票を実施する。この際の罷免投票者の資格は選挙人の資格と同一である。罷免の国民投票も同様に絶対多数決で行われ、有効票の過半数以上が罷免に同意すれば罷免案は可決され、罷免された総統は中央選挙委員会での選挙結果の公告後に即時解任されなければならず、その後4年間は総統候補者として登録することができず、罷免案が可決されなければ、総統の任期中は、罷免案が再提出されることはない。直近の中華民国総統罷免案は2012年5月14日に提出されたが、立法院順序委員会の表決で可決されず、成立しなかった。
憲法増修条文の定めるところにより、中華民国総統の弾劾には、全立法院の2分の1以上の立法委員による提議と、3分の2以上の立法委員の同意での提出による成立を必要とする。その後、司法院大法官が編成する憲法法廷で審理され、判決が確定すれば、弾劾された総統は即時解任されなければならない。これまでに、総統が正式に弾劾された事例は存在しない。

### 代理と承継
憲法及び憲法増修条文の定めるところにより、中華民国総統が何らかの理由で執務すること（職権を行使すること）ができない場合は、副総統がその職権を代行する。総統と副総統のどちらもが執務することができない場合は、行政院長がその職権を代行する。死亡、罷免又は弾劾により総統が不在の場合は、総統の任期満了まで副総統が総統の職務を受け継ぐ。総統と副総統のどちらもが不在の場合は、行政院長がその職権を代行し、憲法増修条文の定めるところにより、3か月以内に総統補欠選挙を行う。前総統が任期を終えた時点で後任の総統を選出していない場合や、選出後に総統と副総統のどちらもが就任していない場合は、行政院長が総統の職権代行を兼任する。
憲法の公布・施行後数年間、1949年1月21日に蔣介石が退陣したことで、初代中華民国副総統である李宗仁が代理総統を務めていたが、その後、蔣介石は1950年3月1日に復帰を宣言し、李の代理総統の職務は自ずと解かれた。その後、1975年4月5日に、第5代総統の任期中だった蔣介石が死去し、当時の副総統だった厳家淦が直ぐに総統の職務を受け継いだ。1988年1月13日には、蔣経国が第7代総統の任期中に死去し、当時の副総統だった李登輝が総統の職務を受け継いだ。

## 職権と附属機関

### 職権
憲法、憲法増修条文及び国防法の定めるところにより、中華民国総統は中華民国の国家元首とされ、外国に対して中華民国を代表する。又、同時に、三軍の統帥者であり、全国の陸海空軍を統率する統帥権を行使し、並びに憲法の定めるところにより、条約の締結及び宣戦、講和を行う権限を行使することができる。
中華民国総統は、憲法、憲法増修条文及び中央法規標準法の定めるところにより、立法院で可決された法律を公布し、命令を発することができ、並びに行政院会議の決議を経た緊急命令を発することができるが、これには発布後10日以内に立法院に提出して追認を得なければならない。憲法増修条文の公布・施行後、緊急命令を発したのは、921大地震によって1999年9月に発した李登輝のみである（命令全文）。
戦争又は反乱が発生した場合、中華民国総統は、憲法及び戒厳法の定めるところにより、戒厳を宣布することができるが、これには立法院の可決又は追認を経なければならない。立法院が必要と認めた場合は、決議により総統に戒厳の解除を要請することができる。憲法の公布・施行後、第二次国共内戦によって、1948年12月10日に蔣介石が、1949年7月7日に李宗仁が全国に戒厳令を発した。
中華民国総統は、憲法及び赦免法の定めるところにより、大赦、特赦、減刑及び復権を行う権限を行使することができる。憲法の公布・施行後、総統は、4つの特赦、8つの特定の対象に対する減刑、犯罪者減刑条例による5つの一般的な減刑を行った。
中華民国総統は、憲法、憲法増修条文、公務員任用法及び陸海空軍軍官士官任官条例等の法律の定めるところにより、文武官を任免することができる。例として、行政院長は総統により直接任命され、行政院副院長や各機関の首長、政務委員は行政院長が総統に提言して任命を求めるほか、司法院長・副院長、司法院大法官、考試院長・副院長、考試委員、監察院長・副院長及び監察委員は総統により指名され、立法院による同意権の行使を経て任命される。又、各機関の公務員の初任の簡任、薦任、委任官などの公務員は、銓敘部の審定合格後、総統に任命の署名を求める。又、軍職の少将や中将の階級が変更されて官職の異動が決定した者、法律に基づいて軍位の追晋又は追贈が決定した者は、管轄機関によって報告され、任免などの決定について意を求められる。
中華民国総統は、憲法、勲章条例及び褒揚条例の定めるところにより、勲章の授与や明文での褒揚、扁額の贈呈などから成る栄典を授与することができる。
憲法の定めるところにより、中華民国総統は、行政院、立法院、司法院、考試院、監察院の5院の間に紛争が発生した場合に、各院の院長を召集して協議解決することができる院間調停権を有する。
また、行政院は立法院の可決した決議案（法律案、予算案、条約案）を施行困難と認めた場合は、総統の裁可を経て、決議案が行政院に送られてから10日以内に立法院に差し戻し、再審議を求めることができるほか、立法院が行政院長の不信任案を可決した場合には、総統は立法院長への諮問の上、立法院の解散を宣言することができる。

### 附属機関

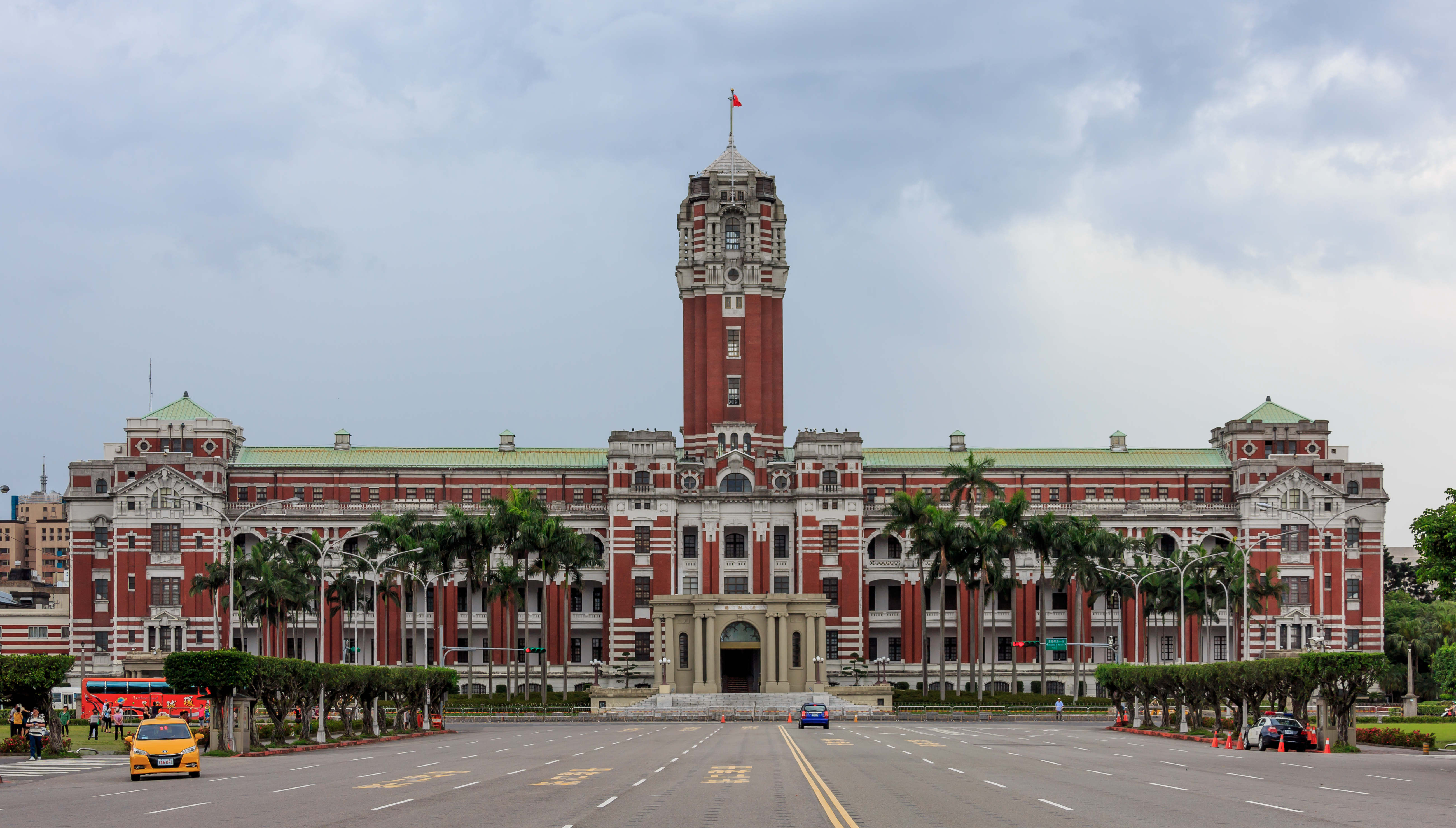
総統府庁舎

職権の行使の必要に応ずるに当たり、中華民国総統は、台北市中正区に幕僚機関として総統府を設置している。又、総統府は、総統の命により府内の事務を総理し、並びに所属職員を指揮監督する秘書長を1人設けている。この他、総統府は、総統が任命する資政、国策顧問、戦略顧問などの職務を設けており、国家の大計や戦略、国防関連事項の提言を行っている。
現在、総統府下には3つの局と3つの室が設けられており、総統府の附属機関として中央研究院、国史館及び国父陵園管理委員会が存在する。
国家安全会議（通称「国安会」）は、中華民国総統の決定する国防、外交、両岸関係（中台関係）及び国家の重大な有事などと国家安全に関連する大政方針の諮問機関である。前身は1952年設立の「国防会議」で、1966年3月の臨時条款第3次改訂後、「動員戡乱時期国家安全会議」が設置され、1991年に憲法増修条文が公布・施行されると、憲法増修条文の規定によって「国家安全会議」として再編され、1993年に公布・施行された「国家安全会議組織法」によって正式に法制化された。
国家安全会議は、総統を主席として、総統の令により国家安全会議の決議に従って会務を処理し、並びに所属職員を指揮監督する秘書長を1人設けている。この他、総統が任命する諮問委員という役職もある。現在、国家安全会議下には秘書処が設けられており、国家安全会議の附属機関として国家安全局（通称「国安局」）が存在する。

## 礼遇

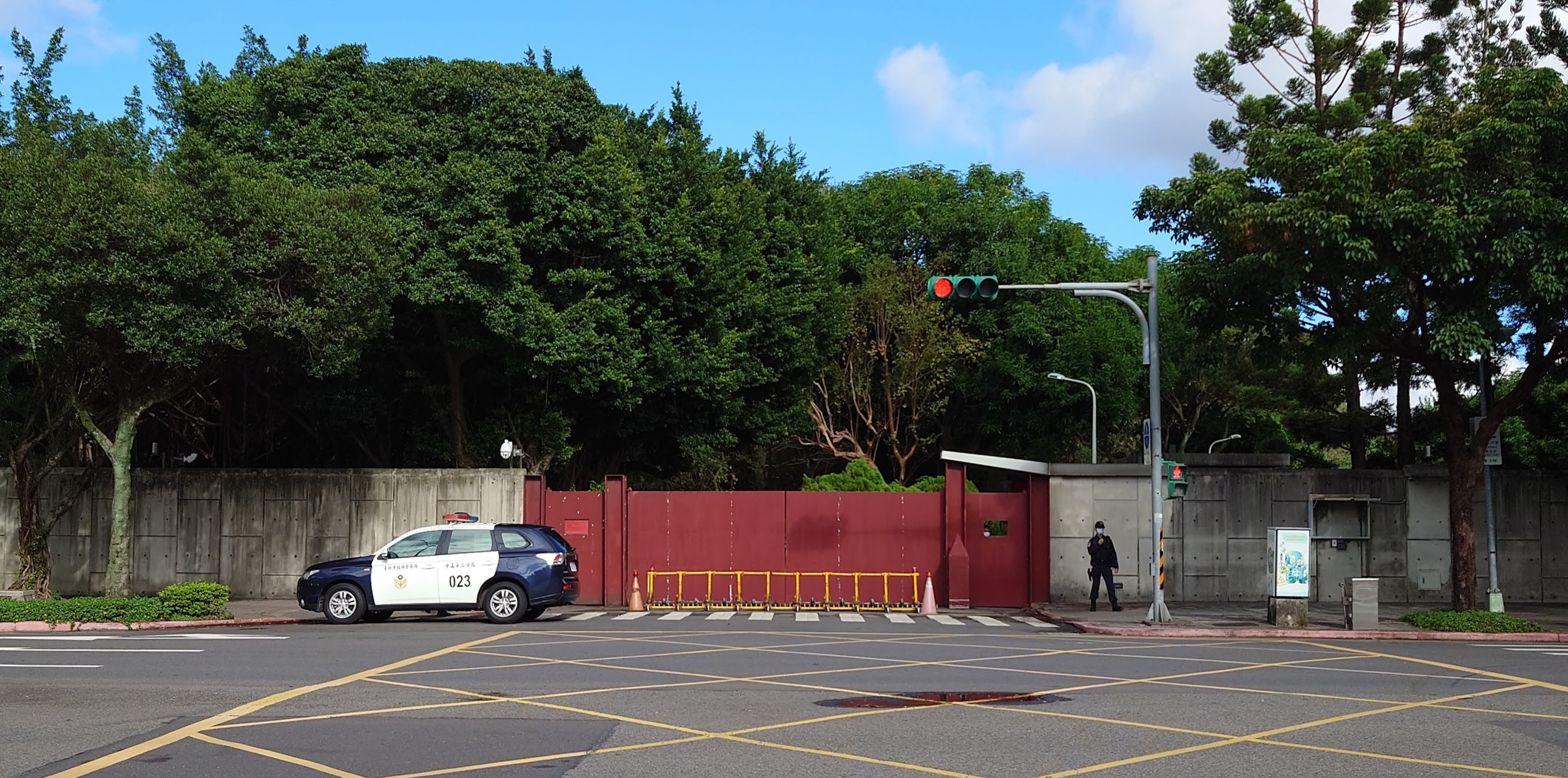
国家元首による官邸への出入り専用門である総統官邸一号門

憲法第52条の定めるところにより、中華民国総統は刑事免責権を有しており、内乱又は外患罪を犯した場合を除いて、罷免又は解職を経ない限りは、刑事上の訴追を受けない。
公務員俸給法及び総統副総統支給待遇条例の定めるところによれば、総統の月俸は2,700俸点であり、現在の49万460新台湾ドルに相当する。この他、政務加給もあり、その額は行政院がこれを定める。退任後、中華民国総統は退任総統副総統礼遇条例の定めるところにより、毎月25万新台湾ドルの礼遇金を受け取る。又、退任後1年目は年間800万新台湾ドルの弁公事務費（事務所維持費）を受け取るが、毎年100万新台湾ドルづつ徐々に減額され、4年目には年間500万新台湾ドルまで減額されるものの、それ以上減額されることはない。又、政府は、退任した総統に対し、保健医療サービスと、国家安全局から8人から12人の安全護衛を提供する。上記の礼遇の有効期間と総統の任期は同一である。
勲章条例第3条の定めるところにより、中華民国総統は、任期中、国家の最高栄誉勲章である采玉大勲章を佩用することができる。
中華民国総統官邸は、現在、総統府と同じ台北市中正区に位置し、李登輝の時代から使用されている。現総統である頼清徳の維安コード（維安代號）が「万里（萬里）」であることから、「万里寓所」とも呼ばれる。

## 象徴
中華民国統帥旗は、中華民国総統が全国の陸海空軍を統率する旗である。中華民国統帥旗は、縦横比が3:2で、背景は赤色、中央に旗幅の3分の1の中華民国の国章が配され、更に黄金色の糸穂が描かれている。当初の名称は、国民政府主席旗や中華民国総統旗であり、1986年の陸海空軍軍旗条例の施行後、現在の名称に変更された。
陸海空軍軍旗条例施行細則の定めるところにより、中華民国統帥旗は、中華民国国旗を右に、中華民国統帥旗を左として、中華民国国旗と共に、総統弁公室（執務室）の事務机の後ろに掲げられるほか、中華民国総統が軍事部隊の講堂で各種式典を主宰する場合も、演壇の後ろに、中華民国国旗を右に、中華民国統帥旗を左として、中華民国国旗と中華民国統帥旗とが掲げられる。中華民国統帥旗の旗竿は、国旗と同じ長さで、その色は銀白色、上部は金色の矛形である。

## 歴代総統の人物

### 出身
歴代の総統は、第7期総統選挙までに総統に選出された者について、いずれも中国本土（清）出身の所謂外省人であった。しかし、第8期総統選挙以降に選出された者は、馬英九を除いて全員が台湾出身の所謂本省人であり、その中で唯一外省人である馬についても、当時イギリスの統治下にあった香港で出生し、台湾で育った。このため、1949年以降の中国大陸、すなわち中華人民共和国出身の総統は1人も存在しない。

### 性別
憲法や法律上は特に規定は無い。
総統職創設以降、予てより歴代の総統には男性が就任してきたが、第14期総統選挙で蔡英文が当選したことで、初めて女性総統が誕生した。

## 評価
台湾では過去の独裁時代の経験などから、政府や政治家、公権力への信頼感が低く政治の潮流の変化が激しいとされ、民主化以降に発足した陳水扁政権・馬英九政権はそれぞれ約15%・約20%と低い支持率で退任し、政権評価については不合格とされ、どちらもその後に逮捕・起訴されている。
一方で2016年に発足した蔡英文政権は、初期こそ支持率が低迷したものの、2020年総統選挙前から支持を回復させ、2期目以降は世論調査の多くで過半数の支持を獲得し、2024年の退任まで維持した。支持率50%以上を得ながら退任したのは史上初かつ唯一となった。政権の評価についても6割以上から合格点を与えられ、総合評価は合格とされた。
歴代政権の評価についての世論調査では、おおむね蔣経国・蔡英文の評価が高く、陳水扁・頼清徳（現職者）の評価が低いという結果が多く出ている。

## 退任後

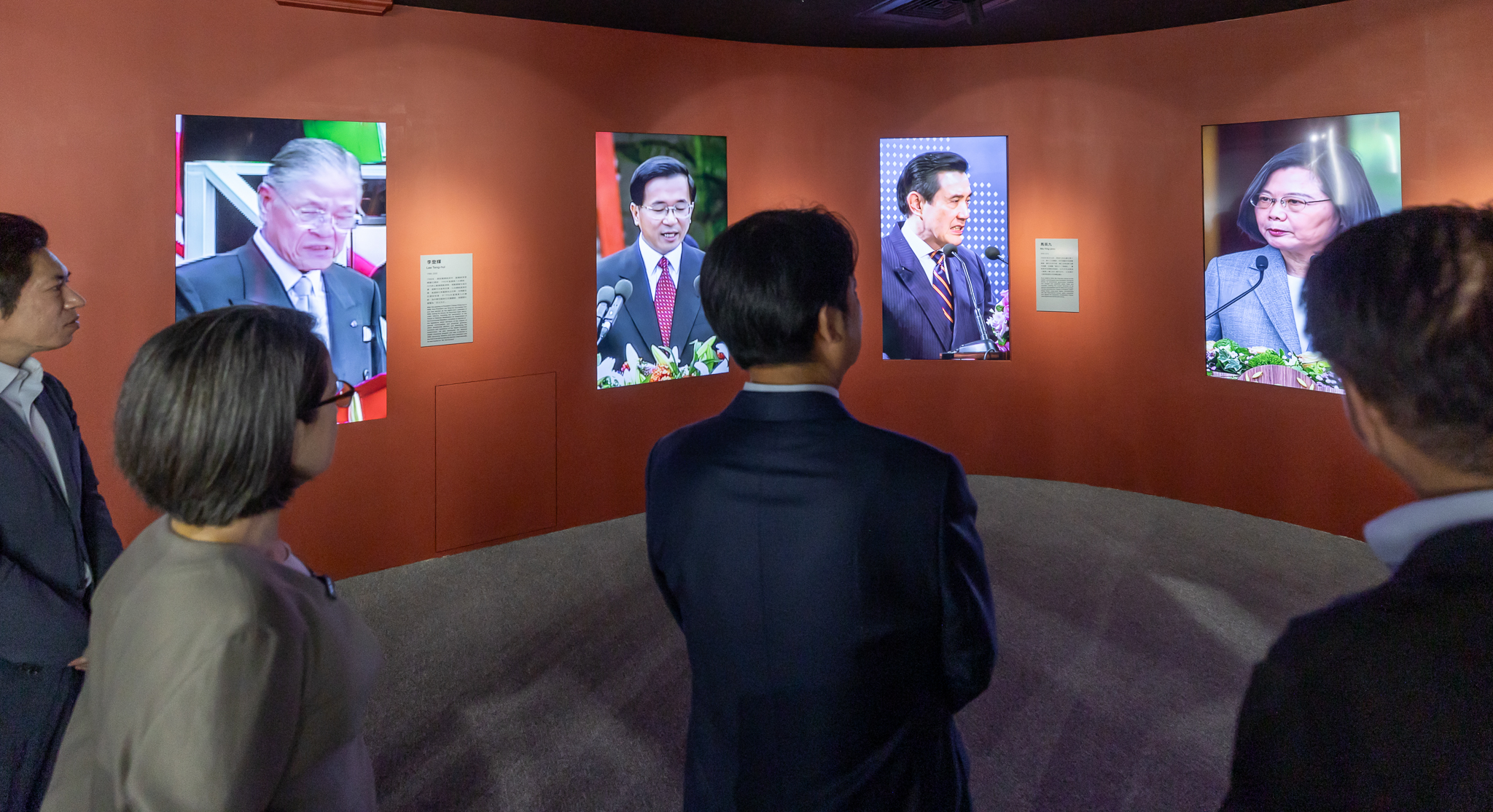
総統府の歴代総統の展示

総統のその退任後は多岐にわたり、蔣介石や蔣経国は総統在任中の死去、李宗仁は在任中の国外逃亡による罷免での事実上の政界引退など、退任後は政治活動を始めとする何らかの社会活動を一切行わない、または行えない者もいる。
陳水扁は、国家機密費など3億元余りを横領し、海外に送金した汚職・資金洗浄などの5つの罪で逮捕され、無期懲役の判決が下され収監された。なお、2015年以降は病気療養のため仮釈放されている。
馬英九は、国民党内で対立関係にあった王金平（立法院長）の失脚を狙って通話内容を傍受し、その内容を公表するなどした機密漏洩の容疑で検察に起訴されたが、2019年に無罪が確定した。
その一方、李登輝は自らも主体となって一政党である台湾団結連盟を結成するなどして台湾における社会運動に影響を与えたり、活動中の政治家の活動を支援したりするなど、多数の活動を精力的に行っていた。
また、馬英九は国民党要人として中国大陸を度々訪問して中国共産党と接触し、蔡英文は頼清徳政権の外交の一環として欧州連合を訪問するなど、いずれも総統経験者として台湾の政治や国際社会に影響を与えている。
総統府内には歴代総統の功績などが書かれた常設展があり、現在の展示は頼清徳政権によって設置された。一般人も見学が可能となっている。

## 総統の一覧
1947年の中華民国憲法施行後。これ以前の元首は中華民国の元首を参照。
| 代 | 総統   | 総統 | 所属政党                      | 期                            | 在任期間                      | 在任期間                        | 備考                                           | 副総統 | 副総統                                                                 | 出典                                                                   |
| -- | ------ | ---- | ----------------------------- | ----------------------------- | ----------------------------- | ------------------------------- | ---------------------------------------------- | ------ | ---------------------------------------------------------------------- | ---------------------------------------------------------------------- |
| 1  | 蔣介石 |      | 中国国民党                    | 1                             | 1948年5月20日 - 1949年1月21日 | 246日                           | 党総裁任期満了前に辞任                         |        | 李宗仁                                                                 | [ 153 ] [ 154 ] [ 14 ] [ 155 ] [ 156 ] [ 157 ]                         |
| － | 李宗仁 |      | 中国国民党                    | 1                             | 1949年1月21日 - 1950年3月1日  | 1年 + 39日                      | 総統代理 （副総統） 任期満了前に逃亡           |        | （欠員）                                                               | [ 14 ] [ 157 ] [ 166 ] [ 167 ] [ 168 ] [ 169 ] [ 170 ] [ 171 ] [ 172 ] |
| 1  | 蔣介石 |      | 中国国民党                    | 1                             | 1950年3月1日 - 1954年5月20日  | 25年 + 35日 （計 25年 + 281日） | 党総裁                                         |        | 李宗仁                                                                 | [ 153 ] [ 14 ] [ 173 ] [ 174 ]                                         |
| 1  | 蔣介石 | 2    | 中国国民党                    | 1954年5月20日 - 1960年5月20日 | 党総裁                        | 25年 + 35日 （計 25年 + 281日） |                                                | 陳誠   | [ 153 ] [ 14 ] [ 175 ] [ 176 ] [ 177 ] [ 178 ] [ 179 ]                 |                                                                        |
| 1  | 蔣介石 | 3    | 中国国民党                    | 1960年5月20日 - 1966年5月20日 | 党総裁                        | 25年 + 35日 （計 25年 + 281日） | [ 153 ] [ 14 ] [ 180 ] [ 181 ] [ 182 ] [ 183 ] | 陳誠   |                                                                        |                                                                        |
| 1  | 蔣介石 | 4    | 中国国民党                    | 1966年5月20日 - 1972年5月20日 | 党総裁                        | 25年 + 35日 （計 25年 + 281日） |                                                | 厳家淦 | [ 153 ] [ 14 ] [ 184 ] [ 185 ] [ 186 ]                                 |                                                                        |
| 1  | 蔣介石 | 5    | 中国国民党                    | 1972年5月20日 - 1975年4月5日  | 党総裁在任中に死去            | 25年 + 35日 （計 25年 + 281日） | [ 14 ] [ 187 ] [ 188 ] [ 189 ]                 | 厳家淦 |                                                                        |                                                                        |
| 2  | 厳家淦 | 5    |                               | 中国国民党                    | 1975年4月6日 - 1978年5月20日  | 3年 + 44日                      | 昇格 （副総統）                                |        | （欠員）                                                               | [ 153 ] [ 113 ] [ 190 ]                                                |
| 3  | 蔣経国 |      | 中国国民党                    | 6                             | 1978年5月20日 - 1984年5月20日 | 9年 + 238日                     | 党主席                                         |        | 謝東閔                                                                 | [ 153 ] [ 67 ] [ 191 ]                                                 |
| 3  | 蔣経国 | 7    | 中国国民党                    | 1984年5月20日 - 1988年1月13日 | 党主席在任中に死去            | 9年 + 238日                     |                                                | 李登輝 | [ 67 ] [ 192 ] [ 193 ] [ 194 ]                                         |                                                                        |
| 4  | 李登輝 | 7    |                               | 中国国民党                    | 1988年1月13日 - 1990年5月20日 | 12年 + 128日                    | 昇格 （副総統）                                |        | （欠員）                                                               | [ 195 ] [ 196 ] [ 197 ] [ 46 ]                                         |
| 4  | 李登輝 | 8    | 1990年5月20日 - 1996年5月20日 | 中国国民党                    | 党主席                        | 12年 + 128日                    |                                                | 李元簇 | [ 47 ] [ 48 ] [ 46 ] [ 198 ]                                           |                                                                        |
| 4  | 李登輝 | 9    | 1996年5月20日 - 2000年5月20日 | 中国国民党                    | 党主席                        | 12年 + 128日                    |                                                | 連戦   | [ 50 ] [ 51 ] [ 46 ] [ 199 ] [ 200 ]                                   |                                                                        |
| 5  | 陳水扁 |      | 民主進歩党                    | 10                            | 2000年5月20日 - 2004年5月20日 | 8年 + 0日                       | 党主席                                         |        | 呂秀蓮                                                                 | [ 49 ] [ 201 ] [ 202 ] [ 203 ]                                         |
| 5  | 陳水扁 | 11   | 民主進歩党                    | 2004年5月20日 - 2008年5月20日 | 党主席                        | 8年 + 0日                       | [ 52 ] [ 49 ] [ 204 ] [ 205 ] [ 206 ]          |        | 呂秀蓮                                                                 |                                                                        |
| 6  | 馬英九 |      | 中国国民党                    | 12                            | 2008年5月20日 - 2012年5月20日 | 8年 + 0日                       | 党主席                                         |        | 蕭万長                                                                 | [ 120 ] [ 207 ] [ 208 ]                                                |
| 6  | 馬英九 | 13   | 中国国民党                    | 2012年5月20日 - 2016年5月20日 | 党主席                        | 8年 + 0日                       |                                                | 呉敦義 | [ 120 ] [ 53 ] [ 121 ] [ 122 ] [ 123 ] [ 125 ] [ 124 ] [ 126 ] [ 127 ] |                                                                        |
| 7  | 蔡英文 |      | 民主進歩党                    | 14                            | 2016年5月20日 - 2020年5月20日 | 8年 + 0日                       | 党主席                                         |        | 陳建仁                                                                 | [ 209 ] [ 60 ] [ 210 ] [ 211 ] [ 124 ] [ 212 ] [ 213 ] [ 214 ] [ 215 ] |
| 7  | 蔡英文 | 15   | 民主進歩党                    | 2020年5月20日 - 2024年5月20日 | 党主席                        | 8年 + 0日                       |                                                | 頼清徳 |                                                                        | [ 209 ] [ 60 ] [ 210 ] [ 211 ] [ 124 ] [ 212 ] [ 213 ] [ 214 ] [ 215 ] |
| 8  | 頼清徳 |      | 民主進歩党                    | 16                            | 2024年5月20日 - 現職          | 1年 + 67日                      | 党主席                                         |        | 蕭美琴                                                                 |                                                                        |